# Derrière la vitrine du grand magasin
Pour plus de détails, voir Fiche technique et Distribution.
Derrière la vitrine du super marché (russe : За витриной универмага) est un film soviétique réalisé par Samson Samsonov, sorti en 1956,.

## Fiche technique
- Titre : Derrière la vitrine du super marché
- Réalisation : Samson Samsonov
- Scénario : Alekseï Kapler
- Photographie : Fiodor Dobronravov, Vladimir Monakhov
- Direction artistique : Sergueï Ioutkevitch
- Musique : Alexander Tsfasman
- Décors : Vassili Kovrigin
- Montage : Esfir Tobak
- Costumes : Maïa Abar-Baranovskaïa, Vassili Kovriguine
- Son : Olga Upeïnik
- Format : O1.37 : 1 - 35 mm - Mono - couleur
- Production : Mosfilm
- Pays : URSS
- Genre : comédie
- Durée : 88 min
- Sortie : 29 avril 1956

## Distribution
- Ivan Dmitriev : Mikhaïl Krylov, chef du rayon prêt-à-porter
- Natalia Medvedeva : Anna Andreeva, directrice de l'usine de textile
- Mikaela Drozdovskaïa : Yulia Petrova, vendeuse
- Oleg Anofriev : Slava Sidorkine, vendeur
- Svetlana Droujinina : Sonia Bojko, vendeuse
- Anatoli Kouznetsov : lieutenant de police
- Boris Tenine : père de Sonia
- Natalia Tkatchiova : mère de Sonia
- Mikhaïl Troïanovski : Martyn Mazchenko, vendeur frauduleux
- Nikolaï Grabbe : Vera, responsable du bureau d'information
- Nikita Kondratiev : Petukhov, sergent de police